# Епифанов, Пётр Павлович
Пётр Па́влович Епифа́нов (10 [23] марта 1909, Ханская Ставка, Астраханская губерния — 6 марта 1992, Москва, Московская область) — советский и российский историк, педагог; специалист по истории петровского времени, армии и военного дела, российского законодательства XVII—XVIII веков; автор учебников и учебных пособий для вузов. Доктор исторических наук, профессор МГУ. Лауреат Государственной премии СССР (1982). Участник Великой Отечественной войны.

## Биография
Родился 10 (23) марта 1909 года в селе Ханская Ставка Астраханской губернии, ныне Бокейординский район Западно-Казахстанской области Казахстана. Из мещанской семьи.
В 1938 году окончил Московский областной педагогический институт. В 1940—1941 годах — аспирант исторического факультета МИФЛИ, выделенного в тот период из МГУ.
После начала Великой Отечественной войны вступил в народное ополчение, был на фронте.
Вернулся с фронта на исторический факультет МГУ, в аспирантуру, и в 1944 году окончил её, защитив кандидатскую диссертацию «Военные реформы Петра Великого (создание регулярной армии в России)». На историческом факультете прошёл путь от преподавателя, доцента до заместителя заведующего кафедрой истории СССР.
В 1969 году защитил докторскую диссертацию. Тема: «Очерки по истории армии и военного дела в России второй половины XVII — первой половины XVIII вв.». С 1970 года — профессор исторического факультета МГУ.
Вёл значительную научно-организационную деятельность:
- был членом Учёного совета исторического факультета МГУ,
- членом президиума Научно-методического совета Минвуза СССР,
- Учёного совета по координации научных исследований Института военной истории Министерства обороны СССР,
- Учёного совета Министерства культуры РСФСР,
- Учёного совета ГИМ,
- куратором Совета молодых учёных МГУ по гуманитарным факультетам,
- возглавлял государственные экзаменационные комиссии ряда университетов и педагогических институтов.

Умер 6 марта 1992 года в Москве.

## Награды и премии
- В 1982 году удостоен Государственной премии СССР (в числе других участников) за шеститомный научный труд «Очерки русской культуры XIII—XVII вв.» (1969—1979).
- Награждён Почётной грамотой Президиума Верховного Совета Чувашской АССР.

## Основные работы
- Епифанов П. П. Очерки из истории армии и военного дела в России (вторая половина XVII — первая потовина XVIII вв): Диссертация … д-ра ист наук. М., 1969.
- Тихомиров М. Н., Епифанов П. П. Соборное уложение 1649 года. М.: Издательство МГУ, 1961. — 414 с.
- Епифанов П. П. Крепости // Очерки русской культуры XVII века. В 2-х частях: Часть первая. — М.: Изд-во МГУ, 1979. — С. 316—335. — 350 с. — 9150 экз.
- Хрестоматия по истории СССР с древнейших времен до 1861 г.: Пособие для учителей / Сост. П. П. Епифанов. — М.: Просвещение, 1980. — 272 с.
- Епифанов П. П., Епифанова О. П. (сост.). Хрестоматия по истории СССР с древнейших времен до конца XVIII века: Пособие для учителя. — М.: Просвещение, 1989. — 288 с. — ISBN 5-09-001218-0.